# Peter Demetz-Fëur
Peter Demetz-Fëur (Ortisei, 28 giugno 1913 – Ortisei, 1º novembre 1977) è stato un pittore italiano specializzato in pittura paesaggistica.
Peter Demetz ha iniziato il suo apprendistato come pittore di statue con Luis Moroder-Vidalonch. La gioia di dipingere è nata dal pittore Jacovino, che aveva il suo studio in casa Demetz.  Ha trascorso il suo periodo militare in Valle d'Aosta, dove ha potuto dipingere le rappresentazioni in legno intagliato delle tecniche alpine per il museo della Scuola Militare di Alpinismo. Con Hubert Hellweger, l'allora direttore della Cassa di Risparmio di Ortisei, ha trovato espressioni dei suoi sentimenti artistici e tanta gioia nel dipingere nella quiete degli alpeggi.Ha esposto più volte alla Grande Esposizione d'Arte Tedesca a Monaco di Baviera organizzata ogni anno,  l'ultima nel 1943 con il quadro a tempera Vorfrühling auf der Seiser Alm (Inizio della primavera sull'Alpe di Siusi). Dal 1943 insegnò per 32 anni alle scuole d'arte di Selva e Ortisei. Ha partecipato alla cerchia degli artisti e al gruppo artistico Ruscel di Ortisei in occasione di mostre annuali ed è stato membro dell'Associazione Artisti Alto Adige.
I suoi primi lavori sono influenzati dal lavoro di Gustav Jahn, che Demetz teneva in grande considerazione. Peter Demetz ha dipinto principalmente paesaggi di montagna. Nelle sue pitture sono documentati numerosi antichi masi della Val Gardena.
Diversi affreschi di Peter Demetz ornano le facciate delle case di Ortisei.
Alcune sue opere sono esposte nel Museo della Val Gardena.

## Mostre

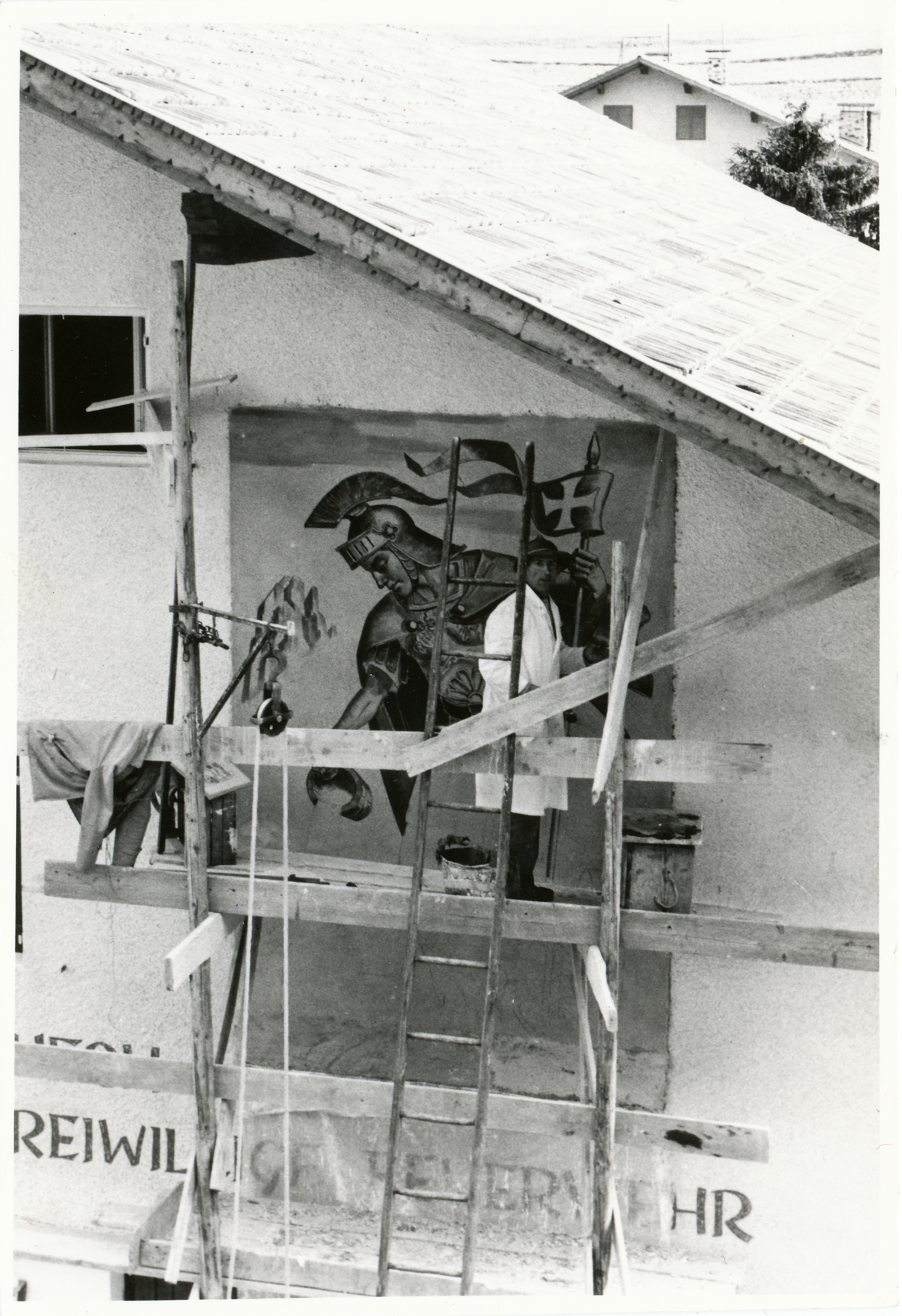
Peter Demetz sul ponteggio dipinge la caserma dei vigili del fuoco di Ortisei

- Ortisei in Val Gardena 1989 Mostra con Luis Piazza nel Museo della Val Gardena.
- Trento 2006 Regione Autonoma Trentino Alto Adige : Omaggio a Peter Demetz e alle “sue” Dolomiti .